# Carl Stöger junior
Carl Stöger junior, auch Karl Stöger, (* 4. Mai 1870 in Wien; † 8. November 1949 ebenda) war ein österreichischer Baumeister und Architekt.

## Leben und Wirken
Carl Stöger junior war Sohn von Carl Stöger senior, der ebenfalls Baumeister war, sowie Bruder von Adolf Stöger, ebenfalls Architekt. Er absolvierte die Staatsgewerbeschule und studierte anschließend Architektur bei Carl von Hasenauer.
Bereits 1895 war er Mitglied des „Siebener Club“, dem auch Joseph Maria Olbrich, Koloman Moser und Josef Hoffmann angehörten. Nach dem Tod des Vaters 1906 übernahmen die Brüder den Betrieb unter dem Namen „Carl & Adolf Stöger“.
Sie bauten vor allem Villen des gehobenen Bedarfs. In der Formensprache waren die Gebäude an Josef Hoffmann angelehnt. 1942 beging der Bruder Selbstmord. Carl Stöger starb kinderlos und verarmt im 79. Lebensjahr.

## Werke (Auszug)
| Foto |                 | Baujahr   | Name                                 | Standort                                                  | Beschreibung | Metadaten |
| ---- | --------------- | --------- | ------------------------------------ | --------------------------------------------------------- | --- | --- |
|      | Datei hochladen | 1900      | Stall- und Leichtfuhrwerksanlage     | Wien 4, Karolingengasse 29 Standort                       | zerstört Anmerkung: mit Carl Stöger senior                                                                                           | P84(Architekt): P131(Ort):                                                                                        |
| ja   | Datei hochladen | 1901      | Miethaus                             | Wien 7, Kaiserstraße 26 Standort                          | 1914 wurde durch Stöger in diesem Haus auch eine Fabrik entworfen. Anmerkung: Umbau mit Carl Stöger senior                           | P84(Architekt):Carl Stöger junior, Carl Stöger sen. P131(Ort):Wien Region-ISO:AT-9                                |
| ja   | Datei hochladen | 1901      | Miethaus                             | Wien 5, Kohlgasse 8 / Fendigasse 10 Standort              | Anmerkung: mit Carl Stöger senior | P84(Architekt):Carl Stöger junior, Carl Stöger sen. P131(Ort):Wien Region-ISO:AT-9                                |
| ja   | Datei hochladen | 1902      | Miethaus                             | Wien 5, Schönbrunner Straße 83 Standort                   | Anmerkung: mit Adolf Stöger | P84(Architekt):Carl Stöger junior, Carl Stöger sen. P131(Ort):Wien Region-ISO:AT-9                                |
| BW   | Datei hochladen | 1902      | Miethaus                             | Wien 6, Mollardgasse 42 Standort                          | Anmerkung: fraglich | P84(Architekt):Carl Stöger junior, Carl Stöger sen. P131(Ort):Wien Region-ISO:AT-9                                |
|      | Datei hochladen | 1902      | Lichtpauseanstalt Julius Gahlert     | Wien 5, Fendigasse 12 Standort                            | verändert Anmerkung: Kein Dekor | P84(Architekt):Carl Stöger junior P131(Ort):Wien Region-ISO:AT-9                                                  |
| ja   | Datei hochladen | 1904      | Villa Ritter von Wiener              | Wien 13, Kupelwiesergasse 31 Standort                     | Anmerkung: mit Carl Stöger senior | P84(Architekt):Carl Stöger junior, Carl Stöger sen. P131(Ort):Wien Region-ISO:AT-9                                |
| ja   | Datei hochladen | 1904      | Villa Wien 13                        | Münichreiterstraße 51 Standort                            | | P84(Architekt):Carl Stöger junior, Carl Stöger sen. P131(Ort):Wien Region-ISO:AT-9                                |
| ja   | Datei hochladen | 1904      | Säuglingsheim                        | Wien 13, St. Veitgasse 59 Standort                        | Anmerkung: mit Carl Stöger sen. | P84(Architekt):Carl Stöger junior, Carl Stöger sen. P131(Ort):Wien Region-ISO:AT-9                                |
|      | Datei hochladen | 1905      | Miethaus                             | Wien 14, Vogtgasse 16 Standort                            | zerstört | P84(Architekt): P131(Ort):                                                                                        |
|      | Datei hochladen | 1905      | Fabrik der Firma Kothmayer & Richter | Wien 14, Lützowgasse / Vogtgasse                          | zerstört | P84(Architekt): P131(Ort):                                                                                        |
| ja   | Datei hochladen | 1907–1908 | Miethaus                             | Wien 5, Schönbrunnerstraße 109 / Amtshausgasse 8 Standort | | P84(Architekt): P131(Ort):                                                                                        |
|      | Datei hochladen | 1908      | Magazin                              | Wien 5, Siebenbrunnengasse 13 Standort                    | zerstört | P84(Architekt): P131(Ort):                                                                                        |
| ja   | Datei hochladen | 1909      | Wohnhaus                             | Wien 13, Stadlergasse 22 Standort                         | Anmerkung: mit Adolf Stöger, rezent verändert                                                                                        | P84(Architekt):Adolf Stöger, Carl Stöger junior P131(Ort):Wien Region-ISO:AT-9                                    |
|      | Datei hochladen | 1909      | Bürohaus                             | Wien 5, Bräuhausgasse 84                                  | Anmerkung: mit Adolf Stöger. Adresse existiert nicht                                                                                 | P84(Architekt): P131(Ort):                                                                                        |
| BW   | Datei hochladen | 1910      | Atelier                              | Wien 5, Schönbrunner Straße 100 Standort                  | Anmerkung: mit Adolf Stöger | P84(Architekt): P131(Ort):                                                                                        |
| BW   | Datei hochladen | 1910      | Miethaus                             | Wien 5, Rechte Wienzeile 167 Standort                     | | P84(Architekt):Adolf Stöger, Carl Stöger junior P131(Ort):Wien Region-ISO:AT-9                                    |
| BW   | Datei hochladen | 1910      | Miethaus                             | Wien 7, Neustiftgasse 87 Standort                         | | P84(Architekt):Gustav Josef Ludwig, Adolf Stöger, Carl Stöger junior, Alois Ludwig P131(Ort):Wien Region-ISO:AT-9 |
| ja   | Datei hochladen | 1910      | Miethaus Wiener Wohnen: 604          | Wien 6, Linke Wienzeile 168 / Mollardgasse 75 Standort    | 1957 durch Hugo Stimpfl unter Einbeziehung des Vorgängerbaus ausgebaut. Anmerkung: mit Carl Stöger senior. Adresse in Quelle falsch. | P84(Architekt):Carl Stöger junior, Adolf Stöger, Hugo Stimpfl P131(Ort):Wien Region-ISO:AT-9                      |
| ja   | Datei hochladen | 1910      | Miethaus                             | Wien 5, Schönbrunner Straße 114 Standort                  | Anmerkung: mit Adolf Stöger | P84(Architekt): P131(Ort):                                                                                        |
|      | Datei hochladen | 1911      | Fabrik                               | Wien 6, Hornbostelgasse 3                                 | zerstört Anmerkung: teilweise abgerissen                                                                                             | P84(Architekt): P131(Ort):                                                                                        |
| ja   | Datei hochladen | 1912      | Miethaus                             | Wien 5, Margaretengürtel 144 Standort                     | Anmerkung: mit Adolf Stöger | P84(Architekt): P131(Ort):                                                                                        |
| ja   | Datei hochladen | 1912      | Villa                                | Wien 13, Jagdschloßgasse 8 Standort                       | Anmerkung: mit Adolf Stöger | P84(Architekt):Adolf Stöger, Carl Stöger junior P131(Ort):Wien Region-ISO:AT-9                                    |
| BW   | Datei hochladen | 1913      | Haus Alma Mahler                     | Breitenstein, Werfelweg 6 Standort                        | Anmerkung: mit Rudolf Bredl | P84(Architekt): P131(Ort):                                                                                        |
|      | Datei hochladen | 1915      | Miethaus Adaptierung                 | Wien 2, Praterstraße 46                                   | zerstört Anmerkung: mit Adolf Stöger                                                                                                 | P84(Architekt): P131(Ort):                                                                                        |
| BW   | Datei hochladen | 1918      | Wohnhaus Adaptierung                 | Wien 5, Margaretenstraße 150 Standort                     | Anmerkung: mit Adolf Stöger | P84(Architekt): P131(Ort):                                                                                        |
| BW   | Datei hochladen | 1919      | Geschäftslokal                       | Wien 1, Franziskanerplatz 1 Standort                      | Anmerkung: mit Adolf Stöger | P84(Architekt): P131(Ort):                                                                                        |
| BW   | Datei hochladen | 1919      | Wohnhaus Adaptierung                 | Wien 2, Ausstellungsstraße 39 Standort                    | Anmerkung: mit Adolf Stöger | P84(Architekt): P131(Ort):                                                                                        |
|      | Datei hochladen | 1927      | Garage                               | Wien 6, Hornbostelgasse 3                                 | zerstört | P84(Architekt): P131(Ort):                                                                                        |
| BW   | Datei hochladen | 1928      | Miethaus Aufstockung                 | Wien 17, Geblergasse 34 Standort                          | Anmerkung: mit Adolf Stöger | P84(Architekt): P131(Ort):                                                                                        |
| ja   | Datei hochladen | 1930–1932 | Wohnhaus                             | Wien 5, Bräuhausgasse 70 Standort                         | | P84(Architekt): P131(Ort):                                                                                        |
|      | Datei hochladen | um 1905   | Villa Wien 13                        | Larochegasse                                              | zerstört Anmerkung: nicht erhalten                                                                                                   | P84(Architekt): P131(Ort):                                                                                        |